# Союз ТМ-15
Союз ТМ-15 — російський пілотований космічний корабель (КК) серії «Союз ТМ», типу 7К-СТМ, індекс ГРАУ 11Ф732. Серійний номер 65. Міжнародні реєстраційні номери: NSSDC ID: 1992-046A; NORAD ID: 22054.
Чотирнадцятий пілотований політ корабля серії «Союз ТМ» до орбітальної станції Мир. 15й пілотований політ до орбітальної станції Мир, 152й пілотований політ, 149й орбітальний політ.
Корабель замінив Союз ТМ-14 як рятувальний апарат у зв'язку з обмеженою тривалістю експлуатації корабля.

## Екіпаж

### На старті
- Командир Соловйов Анатолій Якович (3й політ);
- Бортінженер Авдєєв Сергій Васильович (1й політ);
- Космонавт-дослідник Тоньїні Мішель Анж Шарль (1й політ).

#### Дублерний
- Командир Манаков Геннадій Михайлович;
- Бортінженер Поліщук Олександр Федорович;
- Космонавт-дослідник Жан-П'єр Еніре.

## Політ

### Запуск Союзу ТМ-15
27 липня 1992 о 06:08:42 UTC з космодрому Байконур ракетою-носієм Союз-У2 (11А511У2) було запущено космічний корабель Союз ТМ-15 з екіпажем:  командир Соловйов Анатолій Якович,  бортінженер Авдєєв Сергій Васильович,  космонавт-дослідник Тоньїні Мішель Анж Шарль.

### Стикування Союзу ТМ-15
29 липня 1992 о 07:49:05 UTC космічний корабель Союз ТМ-15 пристикувався до переднього стикувального вузла базового блоку орбітального комплексу Мир.
Після стикування на станції перебували:  командир одинадцятого основного екіпажу Вікторенко Олександр Степанович,  бортінженер одинадцятого основного екіпажу Калері Олександр Юрійович,  командир дванадцятого основного екіпажу Соловйов Анатолій Якович,  бортінженер дванадцятого основного екіпажу Авдєєв Сергій Васильович,  космонавт-дослідник екіпажу дев'ятих відвідин Тоньїні Мішель Анж Шарль.

### Відстикування Союзу ТМ-14
9 серпня 1992 о 21:46:47 UTC космічний корабель Союз ТМ-14 з екіпажем —  командир Вікторенко Олександр Степанович,  бортінженер Калері Олександр Юрійович,  космонавт-дослідник Тоньїні Мішель Анж Шарль — відстикувався від заднього стикувального вузла модуля Квант орбітального комплексу Союз ТМ-15+Мир.
Після відстикування на станції залишився дванадцятий основний екіпаж:  командир Соловйов Анатолій Якович,  бортінженер Авдєєв Сергій Васильович.

### Посадка Союзу ТМ-14
10 серпня 1992 о 00:10 UTC корабель Союз ТМ-14 увімкнув двигуни на гальмування для сходу з орбіти, о 01:05:02 UTC спускний апарат приземлився за 136 км на південний схід від міста Джезказган.

### Запуск Союзу ТМ-16
24 січня 1993 о 05:58:05 UTC з космодрому Байконур ракетою-носієм Союз-У2 (11А511У2) було запущено космічний корабель Союз ТМ-16 з екіпажем:  командир Манаков Геннадій Михайлович,  бортінженер Поліщук Олександр Федорович.

### Стикування Союзу ТМ-16
26 січня 1993 о 07:31:17 UTC космічний корабель Союз ТМ-16 пристикувався до андрогінного стикувального вузла модуля Кристал з використанням андрогінного стикувального агрегата АПАС-89, для перевірки можливості використання подібного стикувального агрегата в рамках підготовки до майбутніх стикувань з шатлами.

### Відстикування Союзу ТМ-15
01 лютого 1993 в 00:19:47 UTC космічний корабель Союз ТМ-15 з екіпажем —  командир Соловйов Анатолій Якович,  бортінженер Авдєєв Сергій Васильович — відстикувався від переднього стикувального вузла базового блоку орбітального комплексу Мир.

### Посадка Союзу ТМ-15
01 лютого 1993 о 03:58:00 UTC спускний апарат корабля Союз ТМ-15 приземлився за 100 км на північний захід від міста Аркалик.